# Coffee United SC
Coffee United SC – ugandyjski klub piłkarski z siedzibą w mieście Kakira, działający w latach 1960–1997, grający niegdyś w pierwszej lidze ugandyjskiej.

## Sukcesy
- I liga[1]:
  - mistrzostwo (1): 1970

- Puchar Ugandy[2]:
  - zwycięstwo (2): 1971, 1981
  - finał (1): 1984

## Występy w afrykańskich pucharach
| Sezon | Rozgrywki                 | Runda       | Kraj     | Klub              | Dom | Wyjazd | Dwumecz      |
| ----- | ------------------------- | ----------- | -------- | ----------------- | --- | ------ | ------------ |
| 1971  | Puchar Mistrzów           | 2           | Tanzania | Young Africans SC | –   | –      | –            |
| 1971  | Puchar Mistrzów           | ćwierćfinał | Ghana    | Great Olympics    | 0–0 | 0–2    | 0–2          |
| 1982  | Puchar Zdobywców Pucharów | 1           | Zambia   | Power Dynamos     | 0–0 | 0–2    | 0–2          |
| 1993  | Puchar CAF                | 1           | Kenia    | Gor Mahia         | 0–1 | 1–0    | 1–1 (k. 3–5) |

## Stadion
Domowe mecze klub rozgrywał na stadionie o nazwie Kakira Ground w Kakirze, który mógł pomieścić 2 tys. widzów.

## Reprezentanci kraju grający w klubie
Stan na styczeń 2023.
| - Ibrahim Buwembo - Fred Kajoba - Mathias Kaweesa - Ashe Mukasa - Eddie Mukasa | - Fred Mukasa - David Otti - Obadiah Semakula - Ali Sendegeya - Issa Ssekatawa |